# Yoshie Shiratori
Yoshie Shiratori (白鳥 由栄, Shiratori Yoshie, Prefeitura de Aomori, 31 de julho de 1907 – 24 de fevereiro de 1979) foi um condenado japonês, que tornou-se notório por ter sido preso e escapado de prisões de segurança máxima quatro vezes, o que o tornou um anti-herói na cultura japonesa. Ele citou como motivo das fugas, a tortura ocorrida em penitenciárias no Império do Japão e recebeu uma homenagem no museu da prisão de Abashiri.
Shiratori recebeu prisão perpétua após escapar pela primeira vez e sucessivamente pena de morte, tendo sua condenação reduzida na quarta vez. Existem numerosos contos que descrevem suas fugas, mas alguns detalhes podem ser folclóricos em vez de factuais.
Hoje, Shiratori é conhecido como o “Rei da Fuga Showa” ou “Rei da Fuga do período Showa”. Entre os guardas prisionais da época, ele foi descrito como “o homem que conquistou o mundo”. Durante seus 26 anos de prisão, ele totalizou três anos de fuga.

## Biografia
Shiratori nasceu em 31 de julho de 1907, em Aomori, Império do Japão. Ele tinha uma irmã mais velha e um irmão mais novo. O seu pai morreu de doença quando ele ainda era criança e logo após, sua mãe se casou de novo, concebendo seu terceiro e último filho. Mais tarde, ela deixou Shiratori e sua filha mais velha com a tia paterna (irmã mais nova do pai deles) que posteriormente os adotou. Ele trabalhou desde a adolescência em uma loja de tofu da família. Mais tarde, tornou-se pescador e vendedor de caranguejos em um navio russo, se casou e teve filhos. Diz-se que ele tinha uma constituição única que lhe permitia deslocar facilmente as articulações do corpo, e se houvesse espaço suficiente para a cabeça, ele poderia facilmente deslocar as articulações do corpo e escorregá-lo. Ele tinha pernas fortes e conseguia correr 120 km em um dia. Além disso, sua força sobre-humana era considerada incomparável, pois ele foi capaz de puxar um poste de chaminé que havia sido enterrado profundamente no chão com as próprias mãos, e mesmo depois de completar 40 anos, ele ainda foi capaz de segurar um saco de arroz com as duas mãos e segurá-lo horizontalmente. Devido aos problemas financeiros e aos vícios em jogos de azar do qual adquiriu dos outros colegas, se envolveu em dívidas e passou a realizar furtos.

### Fuga da prisão de Aomori
Shiratori e outros comparsas se envolveram em uma tentativa de roubo que resultou em uma morte no ano de 1933. Ele havia ido com eles a uma loja de artigos diversos na tentativa de assaltá-la, mas um cliente chamado Takezu interveio para defender a loja, e os perseguiu. Porém, ao entrar num motim com Shiratori e seus comparsas, Takezu faleceu devido aos graves ferimentos da briga. Ele e seus comparsas fugiram, mas 2 anos mais tarde, um dos comparsas fugitivos o delatou e por isso, Shiratori se entregou. Porém, depois de um interrogatório físico feito pelos policiais onde ele não respondeu nenhuma das perguntas, a justiça acreditou que aquela atitude era o suficiente para acusá-lo de homicídio e então Shiratori foi levado para prisão de Aomori, em Tóquio, em 1936.
Sua reputação fez com que os guardas o submetessem a punições especiais para ele, sendo tratado pior que os outros detentos. Após um tempo, ele foi levado à solitária da prisão, onde passou 4 meses, na qual os guardas regularmente apareciam para machucá-lo. No entanto, durante o tempo que passou por lá, Shiratori começou a estudar a rotina dos guardas, e notou que mantinham uma pausa de 15 minutos diariamente. No dia anterior à fuga, um guarda havia sido rude com Shiratori e o intimidou, e por isso, na madrugada de 18 de junho de 1936, Shiratori escapou arrombando a fechadura da cela com a alça de arame de metal do balde fornecido para o banho, da qual usou como um pé de cabra para destrancar a porta de ferro pesada que fechava sua cela, usando a janela usada para passar suas refeições para alcançar a fechadura para se vingar do guarda. Antes de fugir, alterou seu futon colocando tábuas de madeira soltas do chão para enganar os guardas e fazê-los pensar que ele ainda estava dormindo. A porta do fim do corredor estava aberta por descuido dos guardas que passavam, e foi por lá que conseguiu fugir.
A polícia saiu à sua procura numa perseguição infrutífera. Na cidade, a notícia da fuga e da periculosidade de Shiratori se espalharam, mas enquanto isso, ele estava isolado nas montanhas, onde ele se alimentava de pequenas frutas silvestres.

### Fuga da prisão de Akita
A polícia recapturou Shiratori depois de três dias enquanto ele roubava suprimentos de um hospital para se alimentar e o autuou por tentativa de roubo, mas com o acréscimo do crime de fuga, foi condenado à prisão perpétua na Prisão de Miyagi. Em abril de 1937, Shiratori foi transferido da Prisão de Miyagi para a Prisão de Kosuge (atual Casa de Detenção de Tóquio), lugar onde foi tratado de forma amigável e como apenas um prisioneiro normal pelos guardas locais, e até mesmo onde acabou fazendo amizade com o chefe de guarda Hiyomiya Kobayashi. Porém, em 1941, o Japão entrou na Segunda Guerra Mundial, e por isso, Shiratori foi transferido para a prisão de Akita em 1942.
Na prisão de Akita, Shiratori foi colocado em uma cela especial projetada para prisioneiros com histórico de fuga, com tetos altos, uma pequena clarabóia e paredes lisas de cobre. Mesmo assim, ele conseguiu escalar as paredes de maneira vertical (usando os braços e pernas) e percebeu que a madeira que segurava a clarabóia estava começando a apodrecer. Todas as noites, subia para destruí-la, até que finalmente conseguiu arrancar a madeira, pois Shiratori era incrivelmente forte e conseguia deslocar suas articulações com facilidade. Sabendo que os funcionários da prisão conseguiriam ouvir seus passos no telhado, Shiratori esperou até a noite da tempestade para escalar as paredes e escapar. Três meses depois, ele andou 546km de Akita à Tóquio, e apareceu na casa do guarda Kobayashi para pedir ajuda contra as agressões que sofreu, já que ele foi uma das únicas pessoas que demonstrou bondade por Shiratori durante sua estada na prisão de Kosuge. Kobayashi o alimentou e o acolheu, e ambos concordaram com a redenção de Shiratori, que se entregou na delegacia de polícia de Kosuge. Porém, Shiratori foi preso e mandado de volta para a prisão de Akita. Shiratori pediu para ser levado à prisão de Tóquio onde era mais quente, mas foi levado à um lugar mais frio do que Akita, e ganhou mais 3 anos acrescentados à sua prisão perpétua.

### Fuga da prisão de Abashiri

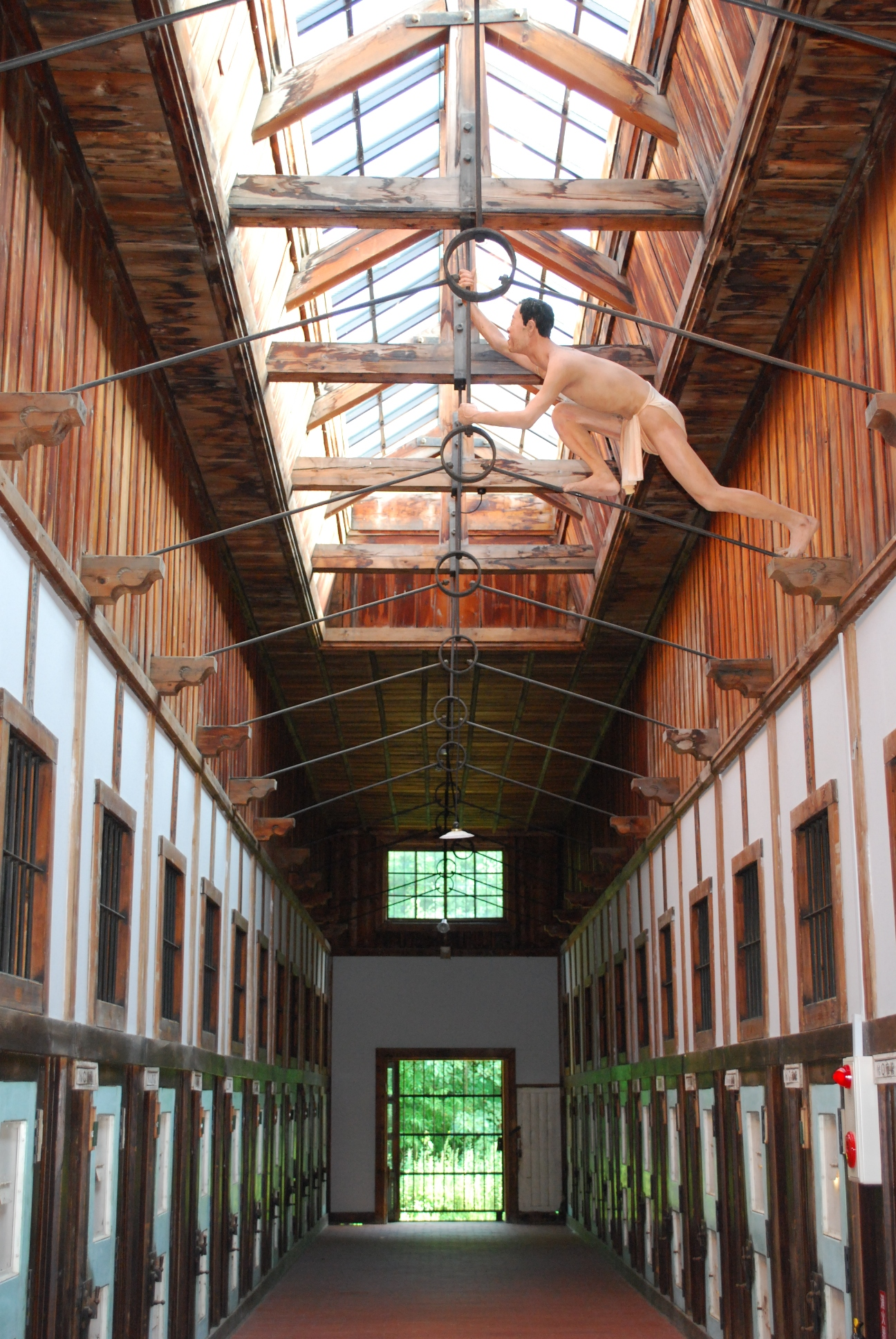
Réplica da fuga de Shiratori da prisão de Abashiri no museu da prisão.

Durante o inverno de 1943, Shiratori foi transferido para a prisão de Abashiri no norte de Hokkaido, que fica no extremo norte do Japão, sendo sua prisão a mais ao norte do país. Ainda vestindo roupas de verão assim como outros prisioneiros, ele foi jogado em uma cela exposta ao frio extremo. Com raiva, jurou escapar e, para espanto dos guardas, quebrou suas algemas na frente deles. Um dia, os policiais encontraram Shiratori sem suas algemas, e quando foram revistar sua cela, encontraram um pedaço de fio de metal embrulhado num papel parafinado. Mais tarde, recebeu algemas especiais pesadas que pesavam mais de 15kg, precisavam de 2 homens para apertar o parafuso grosso que as prendia, e demoravam quase duas horas para serem destrancadas por um especialista que vinha uma vez por semana para que ele pudesse tomar banho. Conforme os meses se passavam, seus pulsos e tornozelos ficavam feridos e com infestações de larvas neles. Uma das punições era que suas porções de comida foram novamente cortadas ao meio, tendo que comer agora 1/4 da porção original deles, e por causa de suas algemas, tinha que comer ajoelhado. No entanto, quando os guardas entregavam as refeições, ele sempre pingava sopa de missô nas algemas e na abertura da porta, que eventualmente ficavam corroídas pelo sal, permitindo que Shiratori as quebrasse, e por volta de 1 mês antes da fuga, o parafuso solto foi reposto no lugar para que os guardas não notassem. Então, em 26 de agosto de 1944, ele deslocou ambos os ombros, permitindo-lhe escapar da estreita abertura para comida na porta de sua cela e escapar pela clarabóia da prisão. Os policiais contaram todos os prisioneiros exceto Shiratori, e após longas buscas por ele, desistiram completamente. Ele planejou fugir um dia antes da fuga original, mas os guardas haviam sido gentis com ele, o que o fez desistir momentaneamente, com medo deles serem prejudicados com aquilo e de sua fuga não dar certo. Depois de viver isolado nas profundezas das montanhas por 2 anos, um dia, ele entrou furtivamente numa escola local da cidade de Sapporo, e ao ler um jornal, descobriu sobre a derrota do Japão na Segunda Guerra Mundial, e pouco tempo depois, ele desceu para uma outra vila próxima e roubou tomates de uma fazenda. O fazendeiro percebeu o ato o confundindo com um ladrão local que vinha saqueando sua fazenda, iniciando um conflito ao atacar Shiratori, do qual posteriormente causou a morte do fazendeiro devido ao sangramento de um ferimento fatal. Shiratori foi pego imediatamente pela polícia, e ele alegou que foi um ato de legítima defesa, mas seus históricos criminais diziam o contrário, e à essa altura, ele já havia sido manchete de vários jornais.

### Fuga da prisão de Sapporo
Por suas fugas anteriores e pela morte do fazendeiro, Shiratori foi condenado à morte pelo Tribunal Distrital de Sapporo. Na prisão de Sapporo, foi colocado em uma cela especialmente projetada, com um teto alto e janelas menores que sua cabeça. No entanto, os guardas não se preocuparam em algemar Shiratori e focaram sua atenção no reforço do teto. Como sua cela era revistada todos os dias e ele se comportava muito bem, ele não tinha algemas, e Shiratori os distraía olhando para as janelas, das quais também eram inspecionadas 1 vez por semana. Em 1º de abril de 1947, ele serrilhou um aro de metal do vaso sanitário da cela com um prego velho, serrou uma das tábuas soltas do chão da cela e iniciou a escavação de um túnel com algumas tigelas de sopa de missô, passando embaixo das tábuas do piso e finalmente rastejando para sair. Mais uma vez ele fugiu para as montanhas e voltou apenas 9 meses depois.

## Últimos anos
Depois de um ano de liberdade, em 19 de janeiro de 1948, Shiratori foi parado por um policial em um parque, que não encontrou nada além de apenas panelas, jarros e potes velhos. Shiratori disse que seu nome era Kimura, e pediu a ele um cigarro. Comovido pela gentileza (nos anos pós-guerra, os cigarros eram itens de luxo no Japão), Shiratori admitiu que era um fugitivo e se ofereceu para ser entregue. Ele foi preso e julgado mais uma vez mas o Supremo Tribunal de Sapporo, revistando o seu caso, decidiu que a morte do fazendeiro foi resultado de sua atuação em legítima defesa, e que durante suas fugas, ele não havia ferido ou matado um único guarda. Como resultado, o tribunal revogou a sua sentença de morte, condenando-o a 20 anos. O pedido dele para retornar a Tóquio também foi atendido, e ele passou 13 anos na prisão de Fuchū, onde mesmo apreensivos o deram o cargo de jardineiro da prisão, e o permitindo participar de atividades da prisão, onde se destacava. Não muito tempo depois, quando questionado pelo diretor da prisão, Shiratori falou que não iria fugir por estar cansado, e por isso, em 21 de dezembro de 1961, ele foi libertado em liberdade condicional por bom comportamento.
Mais tarde, retornou a Aomori para se reunir com sua filha, embora o relacionamento entre eles fosse monótono, e sua esposa morreu enquanto ele estava na prisão. Shiratori viveu por mais uma década em trabalhos diversos para sobreviver. Ele finalmente sucumbiu a um ataque cardíaco em 1979, aos 71 anos, prestes a receber um serviço memorial com um Muenbotoke, mas uma mulher que morava na vizinhança e era amiga dele o acolheu e enterrou suas cinzas em um cemitério com vista para o Monte Fuji.